# 乌克兰去共产主义化

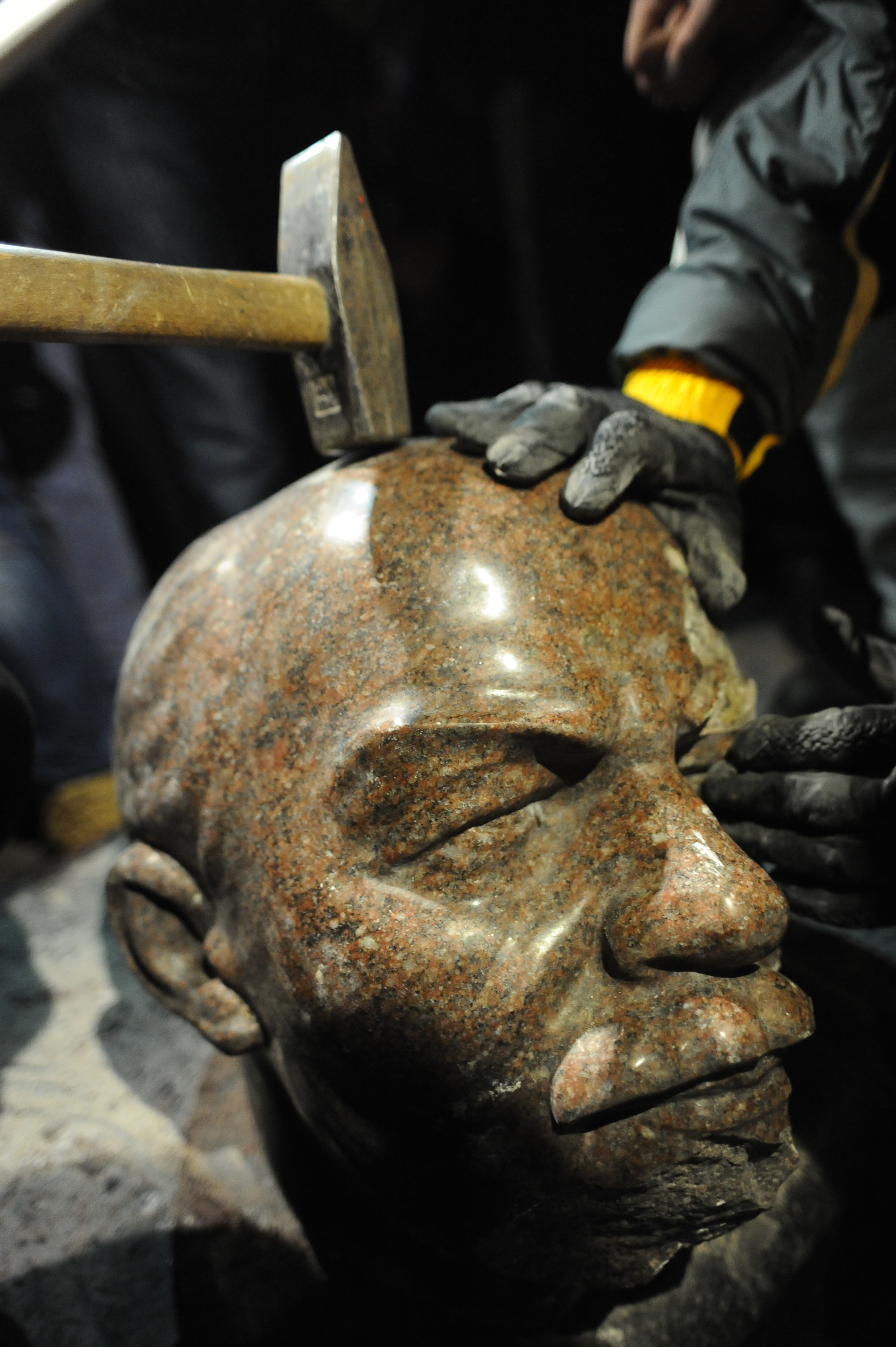
2013年基辅警民冲突期间被摧毁的基辅列宁纪念碑

烏克蘭去共產主義化，又稱烏克蘭去共化，是指2014年俄罗斯派军队侵占克里米亚后，乌克兰新政府通过一些列立法所进行的一系列去共產主義化行动。

## 背景
在2014年俄罗斯派军队占领克里米亚前后，乌克兰当地部分共产党组织和亲俄势力曾与俄军合作，参与了自称独立的“敖德萨人民共和国”等的暴动事件，之后一些共产党人士也参与到俄国在占领区建立的傀儡政权中，建立了“顿涅茨克人民共和国共产党”（后遭頓內次克俄占当局镇压）等组织。

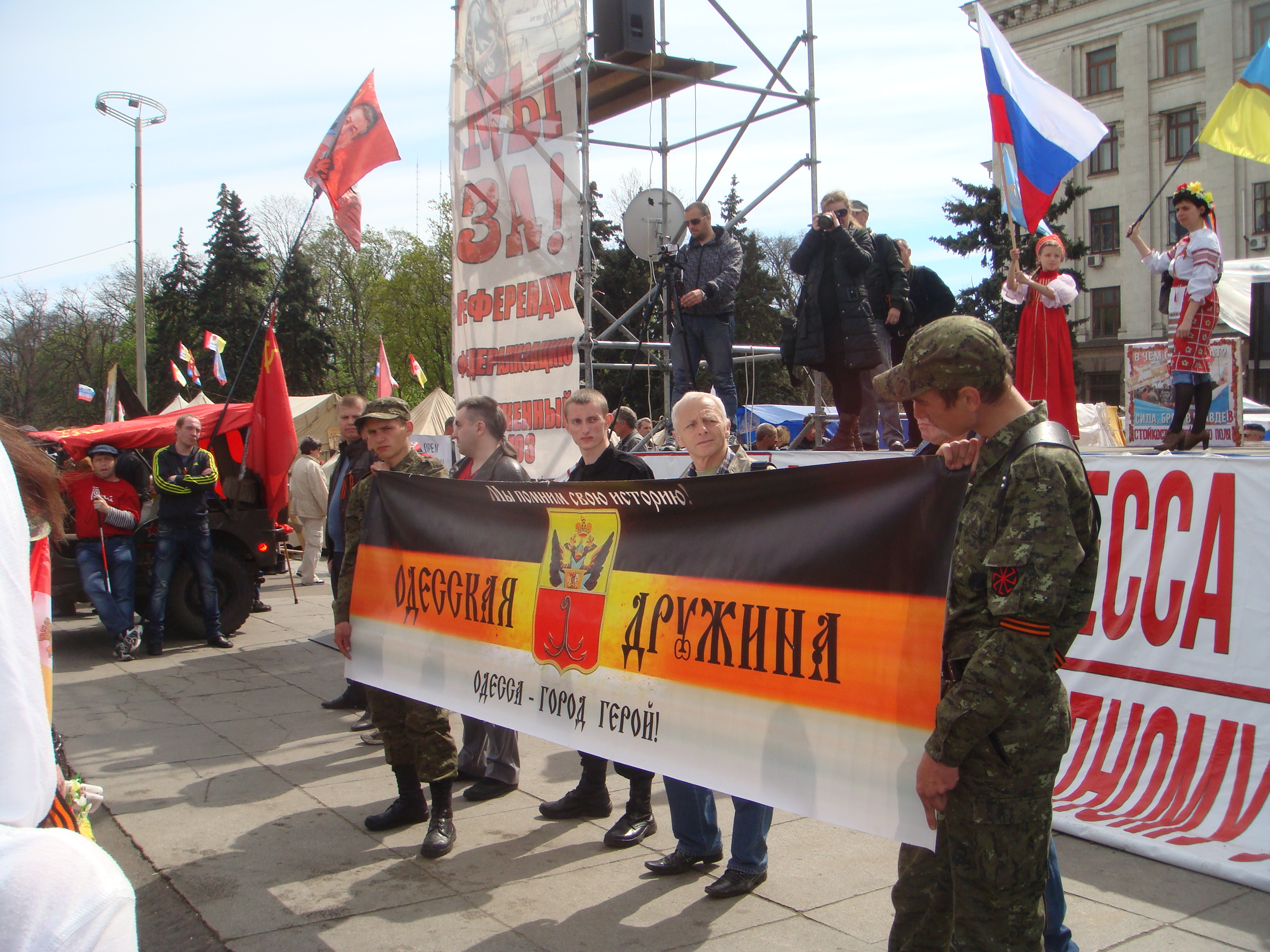
穿着迷彩服的“敖德萨武装部队”武装分裂分子展示其旗帜。背景可见俄罗斯国旗，共产党党旗以及印有斯大林头像的旗帜。

乌克兰国内各地一系列有着俄罗斯背景的叛乱活动强烈加剧了基辅当局和乌克兰民众对俄罗斯的厌恶情绪，乌克兰政府也从此决心对苏联时期俄罗斯和苏共在乌克兰留下的地名、雕像建筑以及其余历史痕迹进行清理。

## 过程

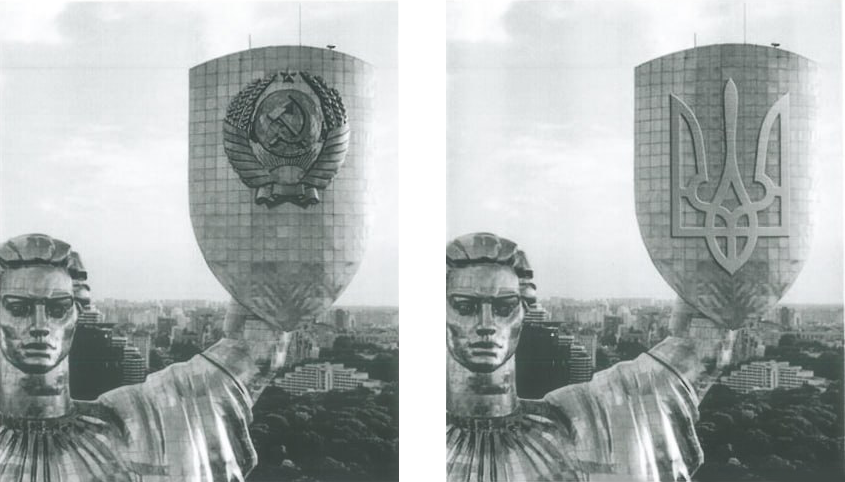
將祖國母親紀念碑上的蘇聯國徽替換為烏克蘭國徽的模擬圖

2015年4月，乌克兰议会通过了一系列烏克蘭去共法，立法禁止一切共产主义和纳粹主义宣传。5月15日，乌克兰总统彼得·波罗申科签署一系列法律，将在为期6个月的时间内清除共产主义纪念碑（第二次世界大战纪念碑除外）并将和共产主义主题相关的公共场所改名。当时，这意味着有22个城市和44个村庄需要有新名称。2015年11月21日前，当地市政府有权执行这一政策。如果当地政府未能执行，州政府将在2016年5月21日前有权改名。在此日期后，如果当地依然保留原名称，乌克兰政府将会行使权力为当地指定新的名称。2016年，51493条大街，987个城市和村庄改名，1320座列宁像和1069座其他共产主义人物纪念碑被去除。违反此法律进行纳粹主义或共产主义宣传可导致媒体封杀及5年徒刑。
2015年7月24日，乌克兰内政部剥夺了乌克兰共产党、乌克兰共产党（革新）、工农共产党参加选举的权利并称将会继续通过法院阻止在乌克兰注册共产主义政党。烏克蘭共產黨曾上訴，但遭駁回。
2022年4月27日，俄罗斯全面入侵乌克兰期间，首都基辅烏克蘭人民自由拱門的下方铜像被基辅市长维塔利·克利奇科下令拆除。
2022年7月5日，烏克蘭法院官網通報，第八行政上訴法院下令永久取締烏克蘭共產黨，該黨及其各地區、市、區組織、其它基層組織和其它結構實體的財產、資金和其它所有資產都上繳給國家。
2023年8月，乌克兰二战历史博物馆门外的巨型铜像祖國之母进行去共化改造，铜像上的蘇聯國徽变更为烏克蘭國徽。
2023年10月24日，烏克蘭總統弗拉基米尔·泽连斯基签署第8263号法令，全面废除苏联时期的市级镇行政区划。
2024年1月30日，利沃夫州州长宣布全面清拆州内所有共产主义纪念碑物。